# Partit de la Pàtria (Noruega)
El Partit de la Pàtria (noruec Fedrelandspartiet) fou un partit polític de Noruega fundat el 17 de maig de 1990 per Harald Trefall, antic membre del Partit del Progrés. El seu objectiu era aturar la immigració i defensar els valors tradicionals noruecs. Va obtenir els seus millors resultats a les eleccions locals noruegues de 1991, en las que va obtenir un representant al consell municipal de Karmøy i un al consell de comtat de Hordaland. I a les eleccions legislatives noruegues de 1993 va obtenir el 0,5%, el millor resultat d'un partit d'extrema dreta des d'abans de la Segona Guerra Mundial.
Ja no es va presentar a les eleccions legislatives noruegues de 2005, ja que la majoria del seu equip dirigent s'havia passat als Demokratene. El 31 de desembre de 2008 es va dissoldre.

## Resultats electorals

### Eleccions legislatives
| Any  | Vots   | %    | Escons  | Govern            |
| ---- | ------ | ---- | ------- | ----------------- |
| 1993 | 11,694 | 0.5% | 0 / 165 | Extraparlamentari |
| 1997 | 3,805  | 0.1% | 0 / 165 | Extraparlamentari |
| 2001 | 2,353  | 0.1% | 0 / 165 | Extraparlamentari |

### Eleccions locals
| Any  | Vots (Com.) | %    | Escons | Vots (Mun.) | %    | Regidors |
| ---- | ----------- | ---- | ------ | ----------- | ---- | -------- |
| 1991 | 3,700       | 0.2% | 1      | 1,600       | 0.1% | 1        |
| 1995 | 3,644       | 0.2% | 0      | 1,360       | 0.1% | 0        |
| 1999 | 1,296       | 0.1% | 0      | 227         | 0.0% | 0        |

## Líders del partit
- 1990-1994 Harald Trefall
- 1994-1996 Odd Even Hårvik
- 1996-2002 Harald Trefall
- 2002-2008 Arild Kibsgaard